# Chapin-Bulldoggfledermaus
Die Chapin-Bulldoggfledermaus (Chaerephon chapini), ist eine in Subsahara-Afrika vorkommende Fledermausart der Gattung der Freischwanzfledermäuse.

## Beschreibung
Die Chapin-Bulldoggfledermaus ist eine kleine Fledermausart, die etwa 10 g schwer wird. Die Unterarmlänge beträgt zwischen 38,3 und 42,0 mm. Die Körperlänge inklusive Schwanz beträgt zwischen 94,8 und 103 mm. Das Fell ist unterseits weiß gefärbt, die Rückenseite hellgrau bis hellbraun. Die Flügel sind weiß. Die oberen Lippen sind faltig, die Ohren zusammengewachsen. Charakteristisch für die Gattung der Freischwanzfledermäuse ist der aus der Schwanzflughaut herausragende Schwanz. Zwischen den Geschlechtern gibt es einen morphologischen Unterschied: Männchen haben auf dem Kopf einen 12 bis 15 mm langen zweifarbigen Schopf. An den Haarwurzeln ist dieser dunkel gefärbt, die Haarspitzen sind weiß. Der Schopf liegt normalerweise flach an, kann jedoch ähnlich einem Irokesenschnitt aufgestellt werden. Bei Weibchen ist der Schopf einfarbig und nur etwa 3 bis 5 mm lang. Durch eine Unterarmlänge von meist unter 40 mm sowie dem Haarschopf kann die Art von den anderen Freischwanzfledermäusen in Afrika unterschieden werden.

## Systematik & Verbreitung
Die Chapini-Bulldoggfledermaus ist in Subsahara-Afrika weit verbreitet. Teilweise werden zwei Unterarten unterschieden:
- C. c. chapini, Vorkommen in der Demokratischen Republik Kongo, Elfenbeinküste, Sudan bis Angola
- C. c. lancasteri (R. W. Hayman 1937), Vorkommen im südlichen Afrika: Sambia und Simbabwe

Die Aufteilung in zwei Unterarten wird nicht von allen Autoren geteilt, Monadjem et al. sehen die in Sambia und Simbabwe vorkommende Population nicht als Unterart an. Zeitweise wurde Chaerephon shortridgei als weitere Unterart der Chapini-Bulldoggfledermaus geführt.

## Lebensweise
Im südlichen Afrika wurden Individuen der Chapini-Bulldoggfledermaus in Mopanewäldern gefangen. Hier wurden auch Quartiere in Baumhöhlen gefunden. Weitere Fänge gelangen häufig über Gewässern, aber auch in Gebäuden. Die Art jagt im Flug Insekten, zur Nahrung im südlichen Afrika gehören Käfer, Schmetterlinge und Zweiflügler.
Die Schuppen im unteren Bereich der Schopfhaare der Männchen sind stark modifiziert und scheinen für die Abgabe von Pheromonen zur Paarung oder zur Verteidigung des Territoriums wichtig zu sein.

## Etymologie & Forschungsgeschichte
Der Holotypus wurde von James Paul Chapin und Herbert Lang während einer Kongoexpedition des American Museum of Natural History 1912 bei Faradje in der heutigen Demokratischen Republik Kongo gesammelt. 1917 erfolgte die Erstbeschreibung durch Joel Asaph Allen, er verwies die Art dabei innerhalb der Gattung der Freischwanzfledermäuse zu der von ihm geschaffenen Untergattung Lophomops. Das Artepithon chapini ehrt James Paul Chapin, der die Art entdeckte.

## Gefährdung
Seitens der IUCN wird die Art auf Grund des großen Verbreitungsgebiets und der vermutlich großen Populationsgröße als nicht gefährdet („least concern“) eingestuft.